# Divuma
Divuma, également appelée Diongo, est une ville de la République démocratique du Congo. Il est situé dans la province de Lualaba, dans la partie sud du pays, à 1080 km au sud-est de la capitale Kinshasa.
La région entourant Divuma est riche en ressources minérales, avec certaines des mines congolaises les plus vitales.
Divuma est traversé par le chemin de fer de Benguela, qui le relie à Dilolo, à l'ouest, et; à Kasaji, à l'est. Le chemin de fer est vital pour la sortie de la production minérale de la région de Kisenge, en plus du transport des personnes et des fournitures vers la localité.